# 百岁牌坊
百岁牌坊，位于中国广东省河源市紫金县紫城镇下厚街，为紫金县的一个县级文物保护单位，类型为古建筑，公布时间为2005年3月10日。
百岁牌坊的历史年代为清康熙。